# 谷口節
谷口 节（日语：たにぐち たかし、1947年7月5日—2012年12月27日），出生于北海道，是日本男性配音员。2012年12月28日，同胞声优古川登志夫接收从大泽事务所的消息之后在Twitter上发表谷口的逝世宣言。

## 演出作品

### 電視動畫
2000年
- 名偵探柯南（田原利明）

2001年
- 陸上防衛隊（亞當貝特·福恩·丸山）

2003年
- 航海王（蒙布朗·庫力凱）

2004年
- 日式麵包王（橋口隆死）

2012年
- 夏目友人帳 肆（老人）

### OVA
1991年
- 銀河英雄傳說（威利姆‧歐迪茲）